# Sonderkommando
Sonderkommandos (tiếng Đức: [ˈzɔndɐkɔˌmando], đơn vị đặc biệt) là các đơn vị làm việc được tạo thành từ các tù nhân trại tử thần của Đức Quốc xã. Họ gồm có các tù nhân, thường là người Do Thái, những người bị ép buộc, dọa giết để phải làm việc hỗ trợ xử lý các nạn nhân chết trong phòng hơi ngạt trong vụ thảm sát Holocaust. Sonderkommandos của trại tử thần là các tù nhân, không liên quan đến SS-Sonderkommandos, những đơn vị ad hoc được thành lập từ nhiều văn phòng SS khác nhau trong giai đoạn 1938-1945.
Bản thân thuật ngữ tiếng Đức này là một phần của ngôn ngữ mơ hồ và uyển ngữ mà Đức quốc xã thường dùng để chỉ các khía cạnh của Giải pháp cuối cùng (ví dụ, "đơn vị triển khai" Einsatzkommando).

## Tù nhân trại xử lí xác chết

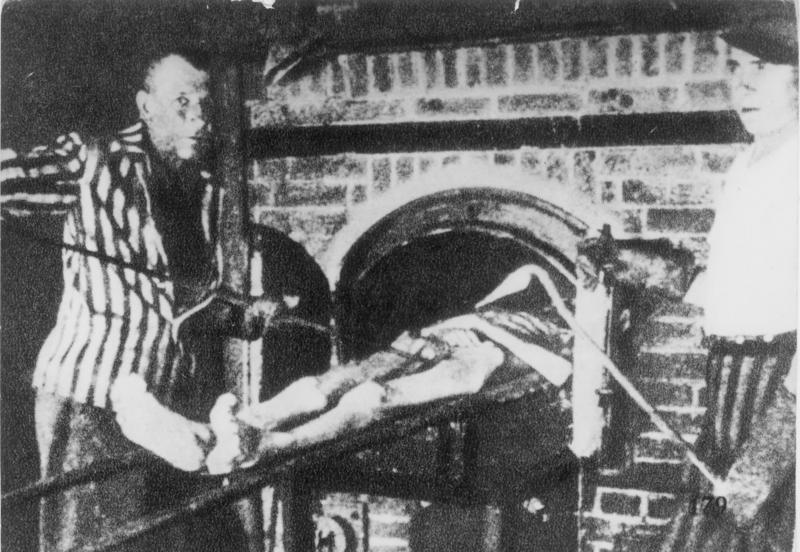
Phòng hỏa táng tại Dachau, trại tập trung đầu tiên được thành lập vào năm 1933, Đức

Thành viên Sonderkommando không tham gia trực tiếp vào việc giết người; trách nhiệm đó được dành cho SS, trong khi nhiệm vụ chính của Sonderkommandos  là xử lý các xác chết. Trong hầu hết các trường hợp, họ được chọn ngay lập tức khi đến trại và bị buộc phải làm việc nếu không sẽ bị giết ngay. Họ không được thông báo trước về các nhiệm vụ sẽ phải thực hiện. Đôi khi những người giới thiệu Sonderkommando kinh hoàng khi khám phá ra các thành viên trong gia đình của mình trong các thi thể. Họ không có cách nào để từ chối hoặc nghỉ làm ngoài việc tự tử. Ở một số nơi và môi trường, Sonderkommandos có thể được gọi là uyển ngữ là Arbeitsjuden (người Do Thái làm việc). Ngoài ra, Sonderkommandos còn được gọi là Hilflinge (người trợ giúp). Tại Birkenau, số lượng Sonderkommandos đã lên tới 400 người vào năm 1943 và khi người Do Thái Hungary bị trục xuất ở đó vào năm 1944, số lượng của họ đã tăng lên hơn 900 người để phù hợp với số lượng người chết và hành quyết gia tăng.
Bởi vì người Đức cần các Sonderkommandos đủ khỏe mạnh để làm việc, họ được cung cấp điều kiện sống tốt hơn nhiều so với các tù nhân khác: họ ngủ trong doanh trại riêng và được phép giữ và sử dụng nhiều hàng hóa như thực phẩm, thuốc men và thuốc lá. Không giống như các tù nhân bình thường, họ thường không phải chịu sự giết chóc tùy tiện, ngẫu nhiên của lính canh. Cuộc sống của họ được quyết định dựa trên việc họ có thể duy trì hiệu quả của trại tử thần của Đức Quốc xã hay không. Kết quả là, các thành viên Sonderkommando sống sót lâu hơn trong các trại tử thần so với các tù nhân khác - nhưng rất ít người còn sống sau chiến tranh.
Do họ hiểu biết một cách sâu sắc về chính sách giết người hàng loạt của Đức quốc xã, Sonderkommando được coi là Geheimnisträger - người mang bí mật - và do vậy bị cách ly khỏi các tù nhân bị sử dụng làm nô lệ (xem Văn phòng Kinh tế và Hành chính của SS). Cứ sau ba tháng, theo chính sách của SS, gần như tất cả những Sonderkommandos làm việc trong các khu vực xử lí xác của các trại tử thần sẽ bị giết trong phòng hơi ngạt và được thay thế bằng những người mới đến để đảm bảo bí mật. Tuy nhiên, một số tù nhân sống sót tới một năm hoặc hơn vì họ sở hữu các kỹ năng đặc biệt. Thông thường nhiệm vụ của một đơn vị Sonderkommando mới sẽ là xử lý thi thể của những người đi trước. Nghiên cứu đã tính toán rằng từ khi tạo ra Sonderkommando đầu tiên của trại tử thần đến thanh lý trại, đã có khoảng 14 thế hệ Sonderkommando.

### Lời khai nhân chứng
Từ năm 1943 đến 1944, một số thành viên của Sonderkommando đã có thể có được bút viết và ghi lại một số kinh nghiệm của họ và những gì họ đã chứng kiến ở Birkenau. Những tài liệu này đã được chôn giấu trong khuôn viên của nhà hỏa táng và được tìm thấy và phục hồi sau chiến tranh. Năm người đàn ông đã được xác định là tác giả của các bản thảo này: Zalman Gradowski, Zalman Lewental, Leib Langfus, Chaim Herman và Marcel Nadjary. Ba người đầu tiên viết bằng tiếng Yiddish, Herman bằng tiếng Pháp và Nadjary bằng tiếng Hy Lạp. Các bản thảo hầu hết được lưu giữ trong kho lưu trữ của Bảo tàng Tưởng niệm Nhà nước Auschwitz-Birkenau, ngoài thư của Herman (được lưu giữ trong kho lưu trữ của Amicale des déportésususchwitz-Birkenau) và các văn bản của Gradowski, một trong số đó được lưu giữ trong Quân đội Y tế Bảo tàng ở St Petersburg, và một cái khác ở Yad Vashem. Một số bản thảo đã được xuất bản với tên The Scrolls of Auschwitz, do Ber Mark biên tập. Bảo tàng Auschwitz đã xuất bản một số bản thảo khác với tiêu đề Giữa cơn ác mộng của tội ác.
The Scrolls of Auschwitz đã được công nhận là một trong những bằng chứng quan trọng nhất được viết về Holocaust, vì chúng bao gồm các lời kể chứng kiến đương thời về hoạt động của các phòng hơi ngạt ở Birkenau.

Ghi chú sau đây, được tìm thấy chôn trong một nhà hỏa táng ở Auschwitz, được viết bởi Zalman Gradowski, một thành viên của Sonderkommando, người đã bị giết trong cuộc nổi dậy (xem bên dưới) tại Crematoria IV vào ngày 7 tháng 10 năm 1944: 
 "Gửi người tìm thấy những ghi chú này, tôi có một yêu cầu cho bạn, trên thực tế, đó là mục tiêu của bài viết của tôi... rằng những ngày sống trong địa ngục, chìm trong sự vô vọng sẽ được tìm thấy trong tương lai. Tôi chỉ truyền tải một phần của những gì đã xảy ra trong Địa ngục Birkenau-Auschwitz. Bạn sẽ nhận ra thực tế ở đây như thế nào... Từ tất cả những điều này, bạn sẽ có một bức tranh về cách chúng tôi phải chết. "  
 Ít hơn 20 trong số vài nghìn thành viên Sonderkommandos – những người bị buộc phải làm việc trong các trại tử thần của Đức Quốc xã – được ghi nhận là đã sống sót cho đến khi được giải phóng và có thể làm chứng cho các sự kiện (mặc dù một số nguồn tin yêu cầu nhiều hơn ), trong số đó là: Henryk (Tauber) Fuchsbrunner, Filip Müller, Daniel Behnnamias, Dario Gabbai, Morris Venezia, Shlomo Venezia, Antonio Boldrin, Alter Fajnzylberg, Samuel Willenberg, Abram Dragon, David Olère, Henryk Mandelbaum và Martin Gray. Đã có nhiều nhất sáu hoặc bảy người khác được xác nhận là đã sống sót, nhưng những người không được làm chứng (hoặc ít nhất, lời khai như vậy không được ghi lại). Các tờ giấy ghi lại bị các thành viên của Sonderkommando chôn vùi và giấu đi sau đó cũng được tìm thấy tại một số trại.